# Sở Nông nghiệp và Phát triển nông thôn
Sở Nông nghiệp và Phát triển nông thôn là cơ quan chuyên môn thuộc Uỷ ban nhân dân các tỉnh và thành phố trực thuộc Trung ương (sau đây gọi là Ủy ban nhân dân cấp tỉnh); thực hiện chức năng tham mưu, giúp Uỷ ban nhân dân cấp tỉnh quản lý nhà nước về: nông nghiệp; lâm nghiệp; diêm nghiệp; thủy sản; thủy lợi; phát triển nông thôn; phòng, chống thiên tai; chất lượng an toàn thực phẩm đối với nông sản, lâm sản, thủy sản và muối; về các dịch vụ công thuộc ngành nông nghiệp và phát triển nông thôn theo quy định pháp luật và theo phân công hoặc uỷ quyền của Uỷ ban nhân dân cấp tỉnh, Chủ tịch Ủy ban nhân dân cấp tỉnh. Sở Nông nghiệp và Phát triển nông thôn chịu sự: chỉ đạo, quản lý của Uỷ ban nhân dân cấp tỉnh; chỉ đạo, hướng dẫn, kiểm tra chuyên môn nghiệp vụ của Bộ Nông nghiệp và Phát triển nông thôn.
Theo Thông tư Liên tịch số 14/2015/TTLT-BNNPTNT-BNV ngày 25/3/2015 của Bộ Nông nghiệp và Phát triển nông thôn và Bộ Nội vụ Hướng dẫn chức năng, nhiệm vụ, quyền hạn và cơ cấu tổ chức của cơ quan chuyên môn về nông nghiệp và phát triển nông thôn thuộc Ủy ban nhân dân cấp tỉnh, cấp huyện; nhiệm vụ và cơ cấu tổ chức của Sở Nông nghiệp và Phát triển nông thôn như sau:

## Nhiệm vụ và quyền hạn

### Trình Uỷ ban nhân dân cấp tỉnh
- Dự thảo quyết định, chỉ thị; quy hoạch, kế hoạch; chương trình, đề án, dự án về: nông nghiệp; lâm nghiệp; diêm nghiệp; thủy sản; thủy lợi; phát triển nông thôn; chất lượng, an toàn thực phẩm đối với nông sản, lâm sản, thủy sản và muối; phòng, chống thiên; chương trình, biện pháp tổ chức thực hiện nhiệm vụ cải cách hành chính nhà nước về các lĩnh vực thuộc phạm vi quản lý nhà nước được giao;
- Dự thảo văn bản quy định chức năng, nhiệm vụ, quyền hạn, cơ cấu tổ chức của Sở Nông nghiệp và Phát triển nông thôn;
- Dự thảo văn bản quy định cụ thể điều kiện, tiêu chuẩn, chức danh lãnh đạo cấp Trưởng, Phó các tổ chức thuộc Sở; Trưởng phòng, Phó Trưởng phòng Nông nghiệp và Phát triển nông thôn huyện; lãnh đạo phụ trách lĩnh vực nông nghiệp của Phòng Kinh tế các quận, thị xã, thành phố thuộc tỉnh.

### Trình Chủ tịch Uỷ ban nhân dân cấp tỉnh
- Dự thảo quyết định thành lập, sáp nhập, chia tách, giải thể các tổ chức thuộc Sở theo quy định;
- Dự thảo quyết định, chỉ thị cá biệt thuộc thẩm quyền ban hành của Chủ tịch Uỷ ban nhân dân cấp tỉnh;
- Ban hành Quy chế quản lý, phối hợp công tác, chế độ thông tin báo cáo của các tổ chức ngành nông nghiệp và phát triển nông thôn cấp tỉnh đặt tại địa bàn cấp huyện với Uỷ ban nhân dân cấp huyện; các nhân viên kỹ thuật trên địa bàn cấp xã với Uỷ ban nhân dân cấp xã.

### Thực hiện các quy định của pháp luật về Nông nghiệp và Phát triển nông thôn
Thực hiện các văn bản quy phạm pháp luật, quy hoạch, kế hoạch phát triển, chương trình, đề án, dự án, tiêu chuẩn quốc gia, quy chuẩn kỹ thuật quốc gia, định mức kinh tế-kỹ thuật trong lĩnh vực được giao đã được phê duyệt; thông tin, tuyên truyền, phổ biến, giáo dục và theo dõi thi hành pháp luật về các lĩnh vực thuộc phạm vi quản lý nhà nước được giao.

### Lĩnh vực nông nghiệp (trồng trọt, bảo vệ thực vật, chăn nuôi, thú y)
- Tổ chức thực hiện quy hoạch, kế hoạch, phương án sử dụng đất dành cho sản xuất nông nghiệp sau khi được phê duyệt và biện pháp chống thoái hóa, xói mòn đất nông nghiệp theo quy định;
- Tổ chức thực hiện công tác giống cây trồng, giống vật nuôi, phân bón, thức ăn chăn nuôi, thuốc bảo vệ thực vật, thuốc thú y và các vật tư khác phục vụ sản xuất nông nghiệp theo quy định;
- Giúp Uỷ ban nhân dân cấp tỉnh chỉ đạo sản xuất nông nghiệp, thu hoạch, bảo quản, chế biến sản phẩm nông nghiệp; thực hiện cơ cấu giống, thời vụ, kỹ thuật canh tác, nuôi trồng;
- Tổ chức công tác bảo vệ thực vật, thú y, phòng, chống và khắc phục hậu quả thiên tai, dịch bệnh động vật, thực vật đối với sản xuất nông nghiệp; hướng dẫn và tổ chức thực hiện kiểm dịch nội địa về động vật, thực vật trên địa bàn tỉnh theo quy định; thực hiện kiểm dịch cửa khẩu về động vật, thực vật theo quy định;
- Quản lý và sử dụng dự trữ địa phương về giống cây trồng, thuốc bảo vệ thực vật, thuốc thú y, các vật tư hàng hoá thuộc lĩnh vực trồng trọt, chăn nuôi trên địa bàn sau khi được Uỷ ban nhân dân cấp tỉnh phê duyệt;
- Quản lý về giết mổ động vật theo quy định;
- Hướng dẫn, tổ chức xây dựng mô hình thực hành sản xuất nông nghiệp tốt (VietGAP) trong nông nghiệp.

### Lâm nghiệp
- Hướng dẫn lập và chịu trách nhiệm thẩm định quy hoạch, kế hoạch bảo vệ và phát triển rừng của Uỷ ban nhân dân cấp huyện;
- Giúp Uỷ ban nhân dân cấp tỉnh quản lý và quyết định xác lập khu rừng phòng hộ, khu rừng đặc dụng, khu rừng sản xuất trong phạm vi quản lý của địa phương sau khi được phê duyệt; tổ chức thực hiện việc phân loại rừng, xác định ranh giới các loại rừng, thống kê, kiểm kê, theo dõi diễn biến rừng theo hướng dẫn của Bộ Nông nghiệp và Phát triển nông thôn;
- Thực hiện phương án giao rừng cho cấp huyện và cấp xã sau khi được phê duyệt; thực hiện việc giao rừng, cho thuê rừng, thu hồi rừng, chuyển mục đích sử dụng rừng, công nhận quyền sử dụng rừng, quyền sở hữu rừng sản xuất là rừng trồng cho tổ chức, người Việt Nam định cư ở nước ngoài và tổ chức, cá nhân nước ngoài thực hiện dự án đầu tư về lâm nghiệp tại Việt Nam; tổ chức việc lập và quản lý hồ sơ giao, cho thuê rừng và đất để trồng rừng;
- Giúp Uỷ ban nhân dân cấp tỉnh chỉ đạo Uỷ ban nhân dân cấp huyện thực hiện giao rừng cho cộng đồng dân cư thôn, bản và giao rừng, cho thuê rừng cho hộ gia đình, cá nhân theo quy định;
- Hướng dẫn, kiểm tra việc thực hiện các quy định về giống cây lâm nghiệp; tổ chức việc bình tuyển và công nhận cây mẹ, cây đầu dòng và rừng giống trên địa bàn tỉnh. Xây dựng phương án, biện pháp, chỉ đạo, kiểm tra về sản xuất giống cây trồng lâm nghiệp và sử dụng vật tư lâm nghiệp; trồng rừng; chế biến và bảo quản lâm sản; phòng, chống dịch bệnh gây hại rừng; phòng, chữa cháy rừng;
- Chịu trách nhiệm phê duyệt phương án điều chế rừng, thiết kế khai thác rừng và thiết kế công trình lâm sinh; giúp Uỷ ban nhân dân cấp tỉnh chỉ đạo và kiểm tra việc trồng rừng, bảo vệ rừng đầu nguồn, rừng đặc dụng, rừng phòng hộ; phát triển cây lâm nghiệp phân tán theo quy định;
- Hướng dẫn, kiểm tra: việc cho phép mở cửa rừng khai thác và giao kế hoạch khai thác cho chủ rừng là tổ chức và Uỷ ban nhân dân cấp huyện sau khi được phê duyệt; việc thực hiện các quy định về trách nhiệm của Uỷ ban nhân dân cấp huyện, Uỷ ban nhân dân cấp xã trong quản lý, bảo vệ rừng ở địa phương; việc phối hợp và huy động lực lượng, phương tiện của các tổ chức, cá nhân trên địa bàn trong bảo vệ rừng, quản lý lâm sản và phòng cháy, chữa cháy rừng.

### Thủy sản
- Hướng dẫn, kiểm tra, tổ chức thực hiện quy định pháp luật về nuôi trồng, khai thác, bảo tồn và phát triển nguồn lợi thủy sản; hành lang cho các loài thủy sản di chuyển khi áp dụng các hình thức khai thác thủy sản; công bố bổ sung những nội dung quy định của Bộ Nông nghiệp và Phát triển nông thôn về danh mục các loài thủy sản bị cấm khai thác và thời gian cấm khai thác; các phương pháp khai thác, loại nghề khai thác, ngư cụ cấm sử dụng hoặc hạn chế sử dụng; chủng loại, kích cỡ tối thiểu các loài thủy sản được phép khai thác; mùa vụ, ngư trường khai thác; khu vực cấm khai thác và khu vực cấm khai thác có thời hạn cho phù hợp với hoạt động khai thác nguồn lợi thủy sản của tỉnh;
- Hướng dẫn, kiểm tra việc thực hiện quyết định của Uỷ ban nhân dân cấp tỉnh về xác lập các khu bảo tồn biển, khu bảo tồn vùng nước nội địa của địa phương; quy chế quản lý khu bảo tồn biển, khu bảo tồn vùng nước nội địa do địa phương quản lý và quy chế vùng khai thác thủy sản ở sông, hồ, đầm, phá và các vùng nước tự nhiên khác thuộc phạm vi quản lý của tỉnh theo hướng dẫn của Bộ Nông nghiệp và Phát triển nông thôn;
- Tổ chức đánh giá nguồn lợi thủy sản; tổ chức tuần tra, kiểm soát, phát hiện và xử lý vi phạm pháp luật về thủy sản trên địa bàn tỉnh thuộc phạm vi quản lý theo quy định của pháp luật;
- Hướng dẫn, kiểm tra thực hiện phòng, chống dịch bệnh thủy sản theo quy định;
- Quản lý thức ăn, chế phẩm sinh học, hóa chất để xử lý, cải tạo môi trường dùng trong thủy sản theo quy định;
- Hướng dẫn, kiểm tra việc lập quy hoạch chi tiết các vùng nuôi trồng thủy sản. Chịu trách nhiệm thẩm định quy hoạch, kế hoạch nuôi trồng thủy sản của cấp huyện và tổ chức thực hiện việc quản lý vùng nuôi trồng thủy sản tập trung;
- Tham mưu và giúp Uỷ ban nhân dân cấp tỉnh tổ chức thực hiện việc giao, cho thuê, thu hồi mặt nước biển thuộc địa phương quản lý để nuôi trồng thủy sản theo quy định;
- Tổ chức kiểm tra chất lượng và kiểm dịch giống thủy sản ở các cơ sở sản xuất giống thủy sản; tổ chức thực hiện phòng trừ và khắc phục hậu quả dịch bệnh thủy sản trên địa bàn theo quy định;
- Hướng dẫn, kiểm tra, tổ chức thực hiện các quy định về phân cấp quản lý tàu cá, cảng cá, bến cá, tuyến bờ, khu neo đậu tránh, trú bão của tàu cá và đăng kiểm, đăng ký tàu cá thuộc phạm vi quản lý của tỉnh theo quy định pháp luật; về quy chế và tổ chức quản lý hoạt động của chợ thủy sản đầu mối;
- Phối hợp với lực lượng Kiểm ngư của Trung ương tổ chức tuần tra, kiểm tra, kiểm soát, phát hiện và xử lý vi phạm pháp luật.

### Thủy lợi:
- Hướng dẫn, kiểm tra việc thực hiện các quy định của Uỷ ban nhân dân cấp tỉnh về phân cấp quản lý các hồ chứa nước thủy lợi, công trình thủy lợi và chương trình mục tiêu cấp, thoát nước nông thôn trên địa bàn tỉnh; hướng dẫn, kiểm tra về việc xây dựng, khai thác, sử dụng và bảo vệ các hồ chứa nước thủy lợi; các công trình thủy lợi thuộc nhiệm vụ của Ủy ban nhân dân cấp tỉnh; tổ chức thực hiện chương trình, mục tiêu cấp, thoát nước nông thôn;
- Thực hiện các quy định về quản lý sông, suối, khai thác sử dụng và phát triển các dòng sông, suối trên địa bàn tỉnh theo quy hoạch, kế hoạch;
- Hướng dẫn, kiểm tra và chịu trách nhiệm về việc xây dựng, khai thác, bảo vệ đê điều, bảo vệ công trình phòng, chống thiên tai; xây dựng phương án, biện pháp và tổ chức thực hiện việc phòng, chống thiên tai trên địa bàn tỉnh theo quy định;
- Hướng dẫn việc xây dựng quy hoạch sử dụng đất thủy lợi, tổ chức cắm mốc chỉ giới trên thực địa và xây dựng kế hoạch, biện pháp thực hiện việc di dời công trình, nhà ở liên quan tới phạm vi bảo vệ đê điều và ở bãi sông;
- Hướng dẫn, kiểm tra việc thực hiện các quy định quản lý nhà nước về khai thác và bảo vệ công trình thủy lợi; về hành lang bảo vệ đê đối với đê cấp IV, cấp V; việc quyết định phân lũ, chậm lũ để hộ đê trong phạm vi của địa phương;
- Hướng dẫn, kiểm tra công tác tưới, tiêu phục vụ sản xuất nông nghiệp.

### Diêm nghiệp
Hướng dẫn, kiểm tra sản xuất, thu hoạch, bảo quản, chế biến muối ở địa phương.

### Phát triển nông thôn
- Trình Uỷ ban nhân dân cấp tỉnh về cơ chế, chính sách, biện pháp khuyến khích phát triển nông thôn; phát triển kinh tế hộ, kinh tế trang trại nông thôn, kinh tế hợp tác, hợp tác xã nông, lâm, ngư, diêm nghiệp gắn với ngành nghề, làng nghề nông thôn trên địa bàn cấp xã. Theo dõi, tổng hợp báo cáo Uỷ ban nhân dân cấp tỉnh về phát triển nông thôn trên địa bàn;
- Hướng dẫn, kiểm tra việc thực hiện các quy định phân công, phân cấp thẩm định các chương trình, dự án liên quan đến di dân, tái định cư trong nông nghiệp, nông thôn; kế hoạch chuyển dịch cơ cấu kinh tế và chương trình phát triển nông thôn; việc phát triển ngành nghề, làng nghề nông thôn gắn với hộ gia đình và hợp tác xã trên địa bàn tỉnh; chỉ đạo, hướng dẫn, kiểm tra việc thực hiện sau khi được phê duyệt;
- Hướng dẫn phát triển kinh tế hộ, trang trại, kinh tế hợp tác, hợp tác xã, phát triển ngành, nghề, làng nghề nông thôn trên địa bàn tỉnh;
- Hướng dẫn, kiểm tra việc thực hiện công tác xóa bỏ cây có chứa chất gây nghiện theo quy định; định canh, di dân, tái định cư trong nông nghiệp, nông thôn; đào tạo nghề nông nghiệp cho lao động nông thôn;
- Thực hiện chương trình, dự án hoặc hợp phần của chương trình, dự án xoá đói giảm nghèo, xây dựng nông thôn mới; xây dựng khu dân cư; xây dựng cơ sở hạ tầng nông thôn theo phân công hoặc uỷ quyền của Uỷ ban nhân dân cấp tỉnh.

### Chế biến và thương mại nông sản, lâm sản, thủy sản, muối
- Hướng dẫn, kiểm tra việc thực hiện quy hoạch, chương trình, cơ chế, chính sách phát triển lĩnh vực chế biến gắn với sản xuất và thị trường các ngành hàng thuộc phạm vi quản lý nhà nước của Sở; chính sách phát triển cơ điện nông nghiệp, ngành nghề, làng nghề gắn với hộ gia đình và hợp tác xã;
- Hướng dẫn, kiểm tra, đánh giá tình hình phát triển chế biến, bảo quản đối với các ngành hàng nông, lâm, thủy sản và muối; lĩnh vực cơ điện nông nghiệp, ngành nghề, làng nghề nông thôn thuộc phạm vi quản lý của Sở;
- Thực hiện công tác dự báo thị trường, xúc tiến thương mại nông sản, lâm sản, thủy sản và muối thuộc phạm vi quản lý của Sở;
- Phối hợp với cơ quan liên quan tổ chức công tác xúc tiến thương mại đối với sản phẩm nông sản, lâm sản, thủy sản và muối.

### Chất lượng, an toàn thực phẩm nông sản, lâm sản, thủy sản và muối
- Hướng dẫn, kiểm tra và thực hiện chứng nhận chất lượng, an toàn thực phẩm đối với sản phẩm nông, lâm, thủy sản và muối trên địa bàn theo quy định;  Thống kê, đánh giá, phân loại về điều kiện đảm bảo chất lượng, an toàn thực phẩm của cơ sở sản xuất, kinh doanh vật tư nông nghiệp và sản phẩm nông, lâm, thủy sản, muối;  Thực hiện các chương trình giám sát an toàn thực phẩm, đánh giá nguy cơ và truy xuất nguyên nhân gây mất an toàn thực phẩm trên địa bàn;
- Xử lý thực phẩm mất an toàn theo hướng dẫn của Cục quản lý chuyên ngành và quy định pháp luật;
- Quản lý hoạt động chứng nhận hợp quy, công bố hợp quy, cấp giấy xác nhận nội dung quảng cáo về chất lượng, an toàn thực phẩm nông sản thuộc phạm vi quản lý;
- Quản lý hoạt động kiểm nghiệm, tổ chức cung ứng dịch vụ công về chất lượng, an toàn thực phẩm nông, lâm, thủy sản và muối theo quy định.

### Nhiệm vụ khác
- Tổ chức thực hiện công tác khuyến nông.
- Xây dựng và hướng dẫn thực hiện: các biện pháp bảo vệ môi trường trong sản xuất nông nghiệp, lâm nghiệp, diêm nghiệp, thủy sản,  phát triển nông thôn; bảo tồn và phát triển bền vững đa dạng sinh học trong nông nghiệp, lâm nghiệp, thủy sản.
- Tổ chức thực hiện và chịu trách nhiệm về giám định, đăng kiểm, đăng ký, cấp và thu hồi giấy phép, chứng nhận, chứng chỉ hành nghề thuộc phạm vi quản lý của Sở theo quy định.
- Xây dựng hệ thống thông tin, lưu trữ tư liệu về nông nghiệp, lâm nghiệp, thủy sản, thủy lợi, diêm nghiệp, phát triển nông thôn; tổ chức công tác thống kê diễn biến đất nông nghiệp, đất lâm nghiệp, đất diêm nghiệp, diễn biến rừng, mặt nước nuôi trồng thủy sản và hoạt động thống kê phục vụ yêu cầu quản lý.
- Quản lý đầu tư xây dựng chuyên ngành; hướng dẫn, kiểm tra, giám sát, đánh giá việc thực hiện các dự án và xây dựng mô hình phát triển về nông nghiệp, lâm nghiệp, thủy sản, thủy lợi, diêm nghiệp, phát triển nông thôn trên địa bàn tỉnh;
- Thực hiện hợp tác quốc tế;
- Hướng dẫn, kiểm tra việc thực hiện cơ chế tự chủ, tự chịu trách nhiệm của các đơn vị sự nghiệp công lập trực thuộc Sở và các đơn vị sự nghiệp công lập; chịu trách nhiệm về các dịch vụ công do Sở tổ chức thực hiện.
- Giúp Ủy ban nhân dân cấp tỉnh quản lý nhà nước đối với các doanh nghiệp, tổ chức kinh tế tập thể, kinh tế tư nhân, các hội và các tổ chức phi chính phủ thuộc các lĩnh vực nông nghiệp, lâm nghiệp, thủy sản, thủy lợi, diêm nghiệp và phát triển nông thôn.  Thực hiện quyền, trách nhiệm và nghĩa vụ của chủ sở hữu nhà nước theo phân công, phân cấp đối với các công ty trách nhiệm hữu hạn một thành viên do nhà nước làm chủ sở hữu và phần vốn nhà nước đầu tư vào các doanh nghiệp khác theo quy định.
- Hướng dẫn chuyên môn, nghiệp vụ đối với Phòng Nông nghiệp và Phát triển nông thôn các huyện, Phòng Kinh tế các quận, thị xã, thành phố thuộc tỉnh, các chức danh chuyên môn thuộc Ủy ban nhân dân cấp xã và kiểm tra việc thực hiện quy chế quản lý, phối hợp công tác và chế độ thông tin báo cáo của tổ chức nông nghiệp và phát triển nông thôn cấp tỉnh đặt trên địa bàn cấp huyện với Uỷ ban nhân dân cấp huyện; các nhân viên kỹ thuật trên địa bàn xã với Uỷ ban nhân dân cấp xã.
- Nghiên cứu, ứng dụng tiến bộ khoa học, công nghệ vào sản xuất của ngành nông nghiệp và phát triển nông thôn.
- Thanh tra, kiểm tra và giải quyết khiếu nại, tố cáo; phòng, chống tham nhũng; thực hành tiết kiệm, chống lãng phí và xử lý vi phạm pháp luật về nông nghiệp, lâm nghiệp, diêm nghiệp, thủy sản, thủy lợi, phát triển nông thôn, phòng, chống thiên tai, chất lượng an toàn thực phẩm đối với nông sản, lâm sản, thủy sản và muối.
- Thường trực về công tác phòng, chống thiên tai; bảo vệ và phát triển rừng; xây dựng nông thôn mới; nước sạch và vệ sinh môi trường nông thôn; sa mạc hóa; quản lý buôn bán các loài động, thực vật hoang dã nguy cấp quý hiếm; phòng, chống dịch bệnh trong nông nghiệp, lâm nghiệp, thủy sản.
- Chỉ đạo và tổ chức thực hiện chương trình cải cách hành chính trong các lĩnh vực thuộc phạm vi quản lý.
- Quy định cụ thể chức năng, nhiệm vụ, quyền hạn, mối quan hệ công tác của văn phòng, phòng chuyên môn nghiệp vụ, chi cục, đơn vị sự nghiệp công lập thuộc Sở phù hợp với chức năng, nhiệm vụ, quyền hạn của Sở.
- Quản lý tổ chức bộ máy, biên chế công chức, cơ cấu ngạch công chức, vị trí việc làm, cơ cấu viên chức theo chức danh nghề nghiệp và số lượng người làm việc trong các đơn vị sự nghiệp công lập; thực hiện chế độ tiền lương và chính sách, chế độ đãi ngộ, đào tạo, bồi dưỡng, khen thưởng, kỷ luật đối với công chức, viên chức và lao động thuộc phạm vi quản lý; tổ chức đào tạo, bồi dưỡng cán bộ, công chức, viên chức và cán bộ không chuyên trách xã, phường, thị trấn làm công tác quản lý về nông nghiệp; lâm nghiệp; diêm nghiệp; thủy sản; thủy lợi; phát triển nông thôn; phòng, chống thiên tai; chất lượng an toàn thực phẩm đối với nông sản, lâm sản, thủy sản và muối.
- Quản lý và chịu trách nhiệm về tài chính, tài sản được giao theo quy định của pháp luật, theo phân công hoặc ủy quyền của Uỷ ban nhân dân cấp tỉnh.
- Thực hiện công tác thông tin, báo cáo định kỳ hoặc đột xuất về tình hình thực hiện nhiệm vụ được giao theo quy định.
- Thực hiện nhiệm vụ khác do Uỷ ban nhân dân, Chủ tịch Ủy ban nhân dân cấp tỉnh giao.[1]

## Cơ cấu tổ chức

### Lãnh đạo Sở
- Lãnh đạo Sở gồm có Giám đốc và không quá 03 Phó Giám đốc Sở.
- Giám đốc và Phó Giám đốc Sở do Chủ tịch Uỷ ban nhân dân cấp tỉnh quyết định.

### Tổ chức tham mưu tổng hợp và chuyên môn, nghiệp vụ
Các tổ chức được thành lập thống nhất ở các địa phương gồm: Văn phòng, Thanh tra, phòng Kế hoạch tài chính, phòng Tổ chức cán bộ. Ngoài ra, các tổ chức chuyên môn, nghiệp vụ được thành lập phù hợp với đặc điểm của từng địa phương, gồm: Phòng Thủy sản (thành lập ở các tỉnh, thành không có Chi cục Thủy sản); Phòng Quản lý xây dựng công trình....

### Các Chi cục
- Chi cục Trồng trọt và Bảo vệ thực vật
- Chi cục Chăn nuôi và Thú y
- Chi cục Kiểm lâm
- Chi cục Thủy sản
- Chi cục Thủy lợi
- Chi cục Phát triển nông thôn
- Chi cục Quản lý chất lượng Nông lâm sản và Thủy sản.

### Tổ chức sự nghiệp
Tổ chức sự nghiệp công lập trực thuộc Sở, bao gồm: Trung tâm Khuyến nông; Trung tâm Nước sạch và Vệ sinh môi trường nông thôn; Trung tâm Giống; Ban Quản lý cảng cá, bến cá; Ban Quản lý rừng đặc dụng; Ban quản lý rừng phòng hộ.